# Lauren Ridloff

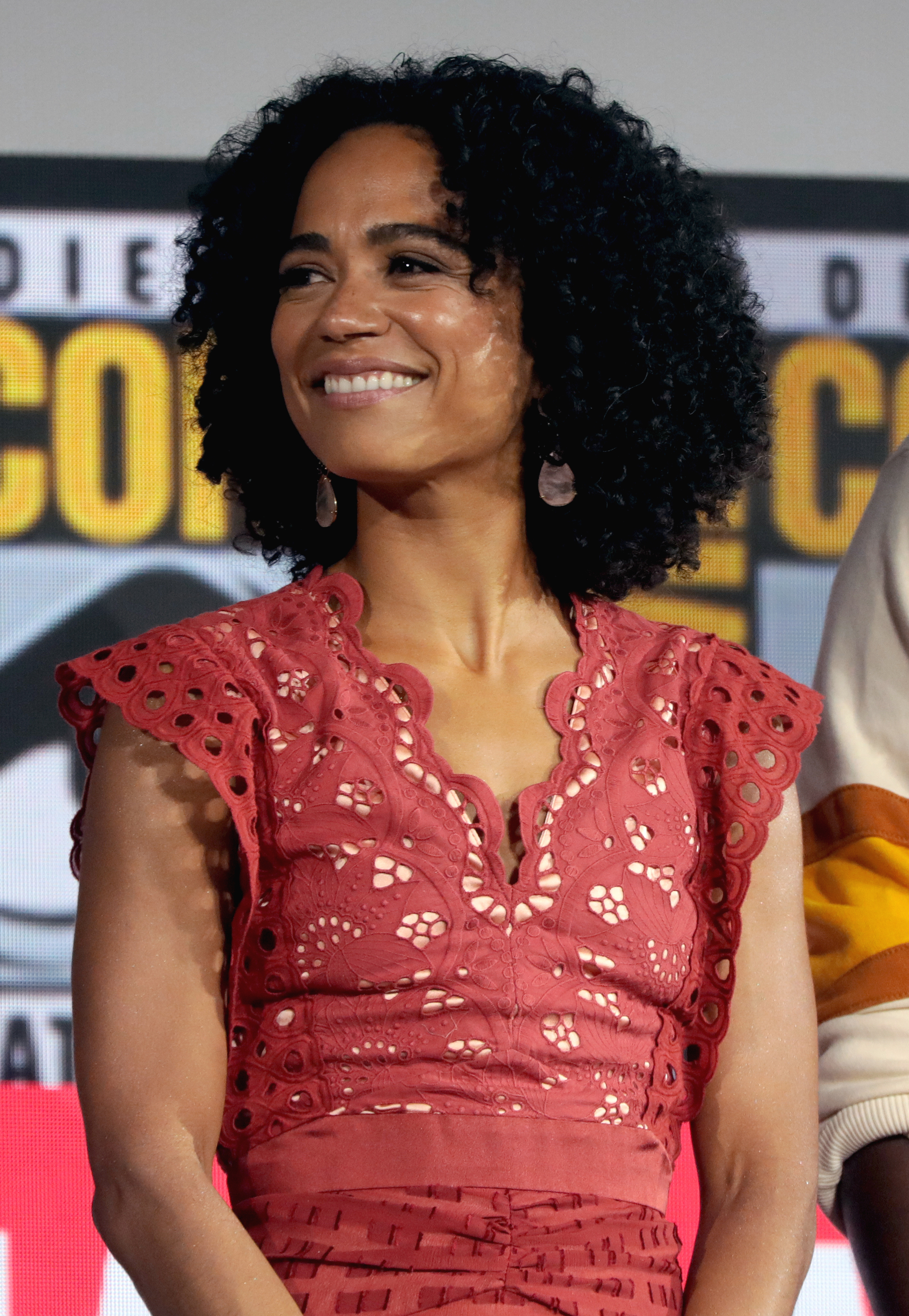
Lauren Ridloff auf der San Diego Comic-Con International, 2019

Lauren Ridloff, geborene Teruel, (* 6. April 1978 in Chicago, Illinois) ist eine gehörlose amerikanische Schauspielerin und ehemalige Lehrerin. Bekannt ist sie vor allem als ehemalige Miss Deaf America ('Taube Miss America') sowie für ihre Rolle als „Sarah Norman“ in dem Theaterstück Children of a Lesser God, in dem sie 2018 am Broadway spielte. Von 2018 bis 2022 spielte sie die Rolle der gehörlosen „Connie“ in der Fernsehserie The Walking Dead.

## Leben und Karriere

### Ausbildung und Familie
Lauren Ridloff wurde als Lauren Teruel in Chicago als Tochter eines mexikanisch-amerikanischen Vaters und einer afroamerikanischen Mutter geboren. Ihre Eltern schrieben sie erst an der katholischen Holy Trinity School ein, später besuchte sie die Model Secondary School for the Deaf in Kendall Green und beschloss dort, nur noch in Gebärdensprache zu kommunizieren. Sie zog an die Westküste, um die California State University, Northridge zu besuchen, wo sie im Jahr 2000 ihren Abschluss in Englisch und kreativem Schreiben machte. Sie arbeitete am National Center on Deafness (NCOD) der California State University, als sie im Jahr 2000 zur Miss Deaf America gewählt wurde. Nach dem College und ihrer Zeit als Miss Deaf America zog sie 2007 in der Hoffnung, Kinderbuchautorin zu werden, nach New York City und studierte am Hunter College Pädagogik. Danach unterrichtete sie mehrere Jahre in einem Kindergarten.
Seit 2006 ist sie mit dem ebenfalls gehörlosen Douglas Ridloff verheiratet und hat mit ihm zwei gehörlose Kinder. Mit ihrer Familie lebt sie im New Yorker Stadtbezirk Brooklyn.

### Karriere als Schauspielerin

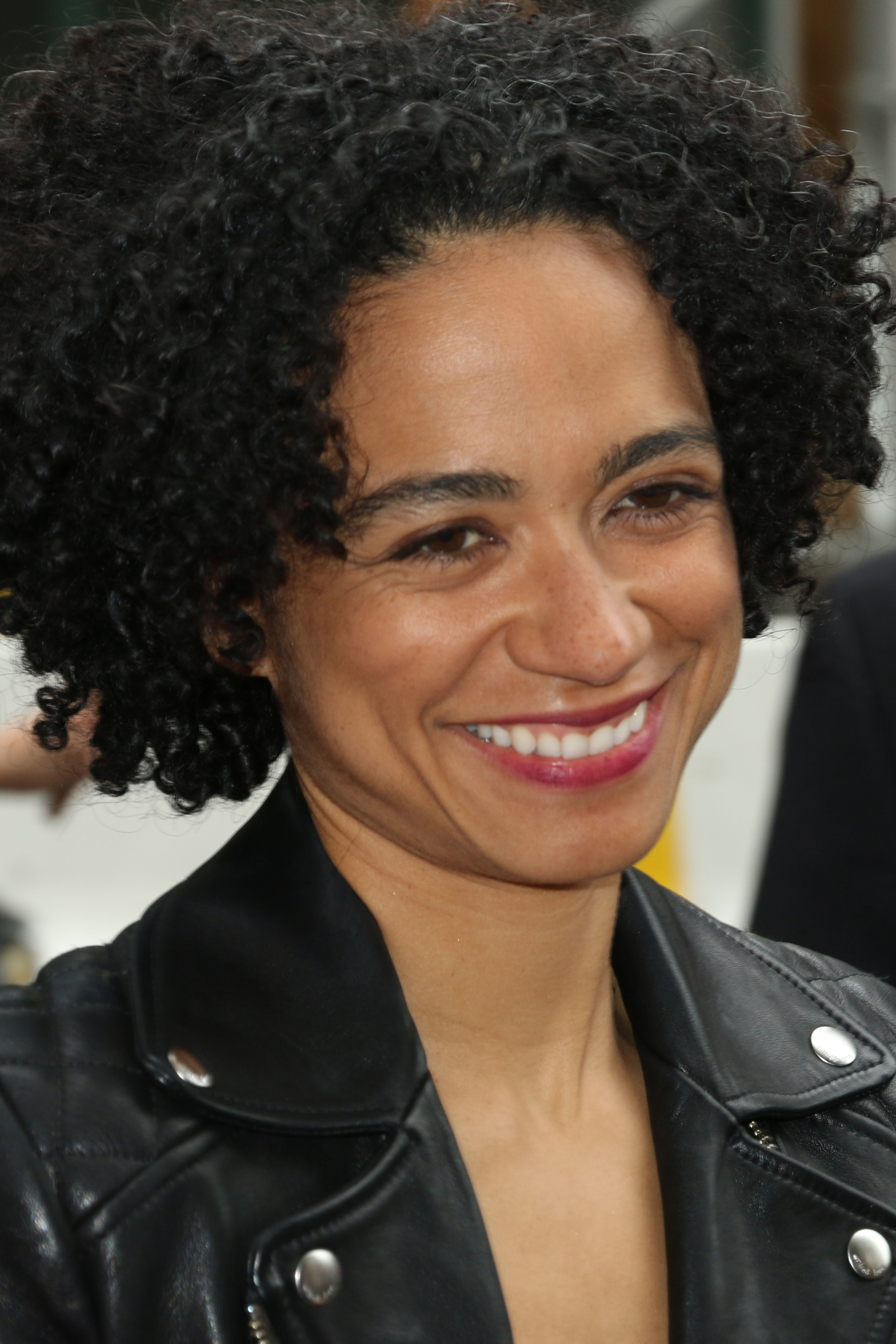
Lauren Ridloff, 2018

Im Jahr 2011 spielte Lauren Ridloff eine Rolle in dem Film If You Could Hear My Own Tune und 2017 bekam sie jeweils eine kleine Rolle in den Filmen Wonderstruck von Todd Haynes und Sign Gene. Kurz darauf unterrichtete sie den Regisseur Kenny Leon in der American Sign Language (ASL). Sie brachte ihm die Grundlagen der Gebärdensprache bei und erklärte ihm die Gemeinschaft der Gehörlosen. Leon arbeitete an einer Neubearbeitung des Theaterstücks Children of a Lesser God, geschrieben 1979 von Mark Medoff. Er hatte bereits den männlichen Hauptdarsteller Joshua Jackson unter Vertrag genommen, eine weibliche Hauptrolle fehlte ihm noch und er fragte Ridloff, ob sie diese Rolle übernehmen wolle. In der Rolle von „Sarah Norman“ spielte sie eine Frau, die beschlossen hatte, nicht mehr zu reden, und sie brachte auch Jackson bei, mit ihr in ASL zu kommunizieren.
Für ihre Rolle wurde Lauren Ridloff 2018 für mehrere Preise nominiert, darunter für den Tony Award als beste Darstellerin in einem Bühnenstück, sowie für den Drama League Award und den Outer Critics Circle Award für ihre schauspielerische Leistung; sie gewann den Theatre World Award im gleichen Jahr.
Im Jahr 2018 übernahm sie die Rolle der gehörlosen „Connie“ in der Fernsehserie The Walking Dead, die sich als feste Rolle in den Staffeln 9 und 10 etablierte. 2019 spielte sie eine Lehrerin für American Sign Language in dem Film Sound of Metal um einen Heavy-Metal-Schlagzeuger, der sein Gehör verloren hat, sowie in einer Folge der Fernsehserie New Amsterdam. Sie übernahm zudem die Rolle einer weiblichen, gehörlosen Version des „Makkari“ in der Marvel-Verfilmung Eternals, die im November 2021 veröffentlicht wurde.

## Filmografie (Auswahl)
- 2011: If You Could Hear My Own Tune
- 2017: Wonderstruck
- 2017: Sign Gene: Die ersten tauben Superhelden (Sign Gene: The First Deaf Superheroes)
- 2018: Legacies (Fernsehserie, Folge 1x02)
- 2018–2022: The Walking Dead (Fernsehserie)
- 2019: New Amsterdam (Fernsehserie, Folge 1x19)
- 2019: Sound of Metal
- 2021: Eternals